# Heřman III. Celjský
Heřman III. Celjský (německy Hermann III. von Cilli, 1380? – 30. června 1426) byl syn celjského hraběte Heřmana II.

## Život
Narodil se jako prostřední syn celjského hraběte Heřmana II. a Anny, dcery Jindřicha ze Schaunbergu. Poprvé se oženil s Alžbětou z Abensbergu, která mu porodila dceru. Druhou manželkou se roku 1424 i přes nesouhlas české královny Žofie stala její neteř Beatrix Bavorská, dcera mnichovsko-bavorského vévody Arnošta. Měl zdědit župu Zagorje, otcovy plány však překazila Heřmanova nečekaná smrt. Zemřel po pádu z koně v červnu 1426 a zůstala po něm jediná dcera Markéta. Byl pohřben v minoritském kostele Panny Marie v Celje.